# Mastacembelus dienbienensis
Mastacembelus dienbienensis är en fiskart som beskrevs av Nguyen 2005. Mastacembelus dienbienensis ingår i släktet Mastacembelus och familjen Mastacembelidae. Inga underarter finns listade i Catalogue of Life.